# Budatín

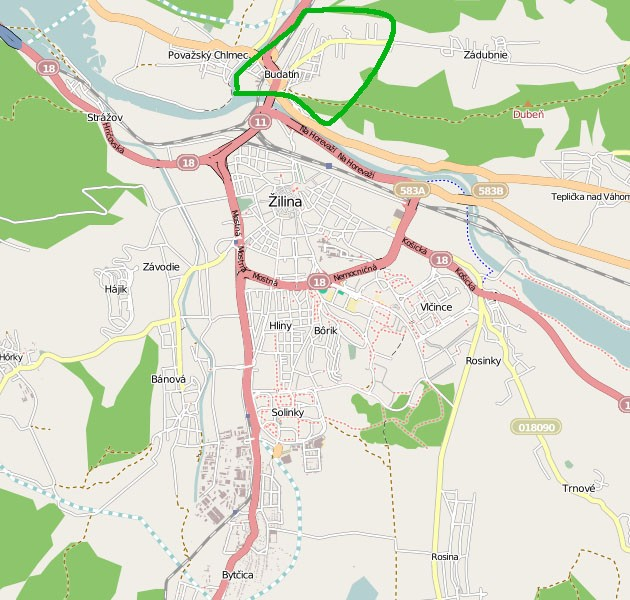
Městská část Žilina-Budatín vyznačená na mapě města

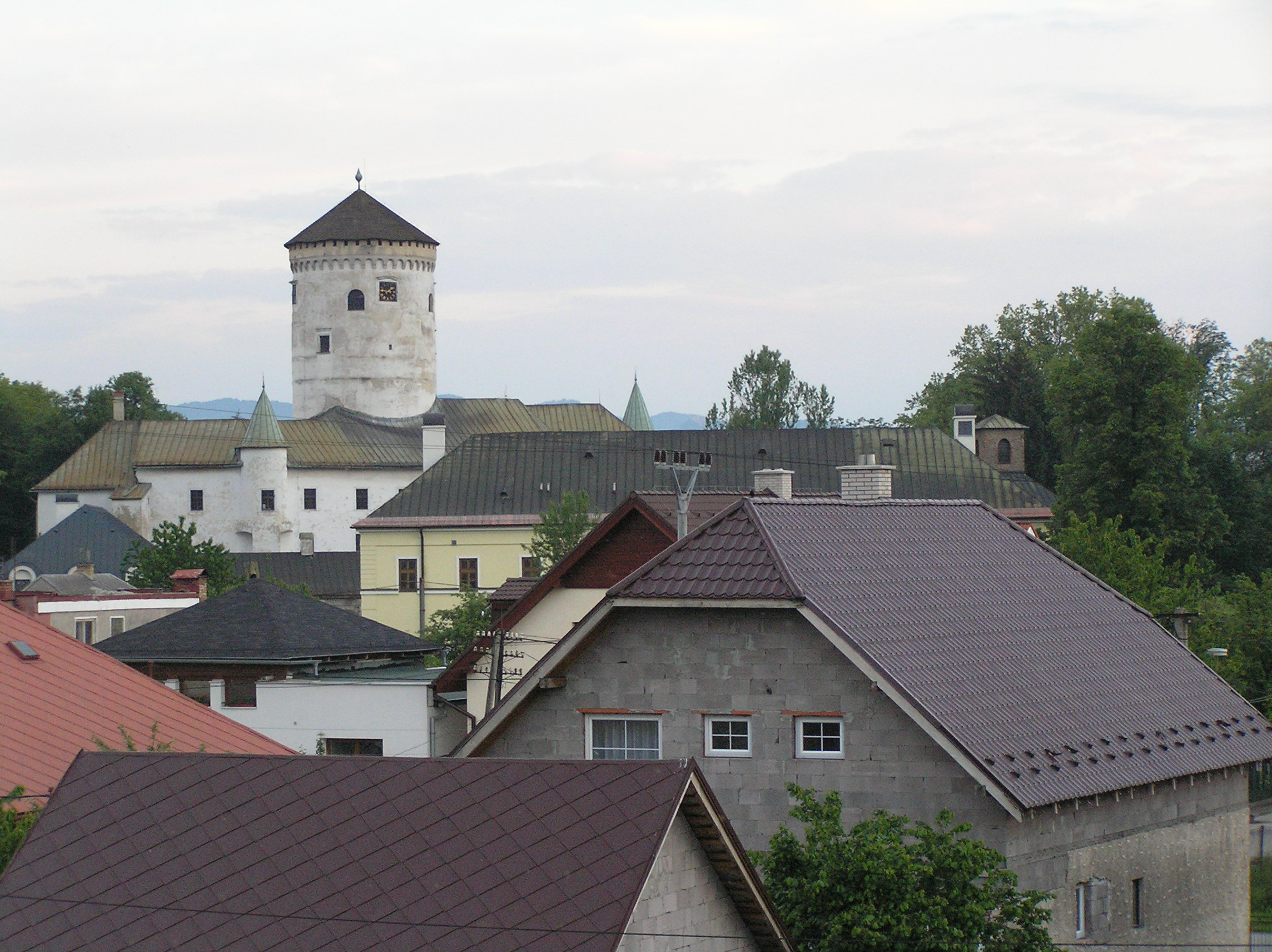
Obec Budatín a Budatínský zámek v pozadí

Budatín je městská část slovenského města Žiliny. Leží na pravém břehu řeky Váh u soutoku s řekou Kysucou. Od centra Žiliny jej odděluje řeka Váh, od Považského Chlmce řeka Kysuca, na severu sousedí s městskou částí Brodno a na východě s městskou částí Zádubnie. Je postaven převážně na svazích protáhlého výběžku vrchu Dubeň s malebnými výhledy.
V prostorech Machov a Hrbky byly zjištěny stopy prastarého osídlení ze starší doby kamenné (přibližně 20 000 let před Kristem) a raného středověku. Budatín byl vždy úzce spjat s Budatínskym zámkem, předtím vodní hrad, jehož věž stála pravděpodobně již v roce 1250. Budatínský zámek s parkem leží v zúženém prostoru u soutoku řeky Kysuca s Váhem a mezi výběžkem protáhlého vrchu Dubeň a vrchem Chlmce. Ze Žiliny se zde kdysi přecházelo brodem přes Váh okolo někdejšího vodního hradu směrem do Slezska. Později zde byl postaven dřevěný most. Koncem 30. let 19. století byl v tomto prostoru, ale mimo zámecký areál, postaven ještě jednoposchoďový zámeček.
Písemně byla poprvé obec připomínána v roce 1321 pod názvem Badacin v souvislosti s osvobozením Žilinčanů od placení mýta v Budatíně, v roce 1350 byla připomínána pod názvem Budetin. Jako znak používala obec opevněný zámek. Od roku 1438 patřila obec pod Budatínské panství. V roce 1598 měla obec 13 žehlířských domů a její obyvatelé pracovali na budatínském panství a majeru. Počet obyvatel postupně narůstal, v roce 1784 měl Budatín 265 obyvatel a v roce 1850 už 365 (dnes 1543). Obyvatelé Budatína byli převážně žehlíři (žehliari) a své domy si mohli stavět pouze na strmém výběžku vrchu Dubeň. 
Ve strmém svahu mezi domy byla postavena i kaple. Další menší silniční kaplička byla postavena na severní straně vrchu Dubeň. Nynější Náměstí hrdinů postupně vzniklo před zámečkem. Významnou historickou událostí v těchto místech se stala vítězství slovenských dobrovolníků bojujících za práva Slováků nad maďarskými gardami na přelomu 
let 1848/1849. Po ukončení bojů dne 4. ledna 1849 vystoupili na dnešním Mariánském náměstí v Žilině Ľudovít Štúr a Jozef Miloslav Hurban. Na památku této události byl na jižní straně náměstí postaven Památník slovenských dobrovolníků. U vstupu do Budatína byl v roce 2006 odhalen monumentální památník Jozefovi Miloslavovi Hurbanovi, prvnímu předsedovi SNR. V blízkosti se nachází i obnovený památník obětím 1. a 2. světové války. 
Budatín byl připojen k Žilině v roce 1949, se kterou několik století sousedil. V Budatíně se nalézá základní a mateřská škola, pošta. Jako kdysi samostatná obec má i vlastní hřbitov. V minulosti patřila do farnosti Brodno a nyní spadá do farnosti Zástranie. V městské části se nenachází žádný průmysl. V posledním desetiletí zde probíhá pouze 
individuální bytová výstavba. V posledních letech se tato výstavba přesunula na severní část vrchu Dubeň směrem na Zádubnie, se kterým bude velmi brzy spojena.
Budatín, jeho malebné domečky na svazích Dubně, úzce spjatý s Budatínským zámkem a parkem, zaplatil vysokou daň za svojí polohu. Dopravní komunikace rozdělily Budatín na tři části. Už v roce 1872 byla dokončena Košicko-bohumínská železnice, pro kterou musel být vybudován nový vstup do zámku, neboť železniční trať procházela těsně u jeho původního vchodu. Železnice, která zde přes dva železniční mosty přechází Váh do Žiliny, oddělila zámek a část rodinných domů od starého Budatína. Původní cesta do Slezska, kde se kdysi vybíralo mýtné, se změnila na čtyřproudový dálniční přivaděč s mimoúrovňovým křižováním, pro který museli na Náměstí hrdinů zbourat zámeček (kaštiel).

## Galerie

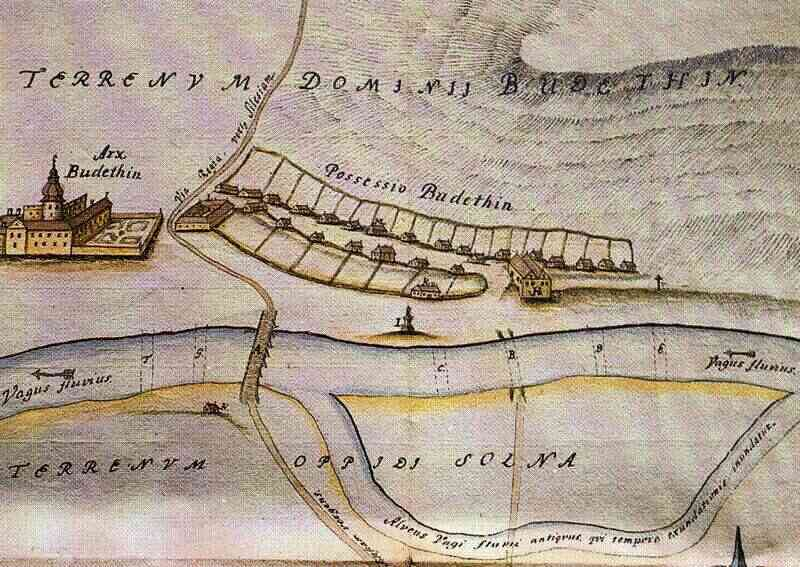
Budatín, vyobrazení z roku 1749
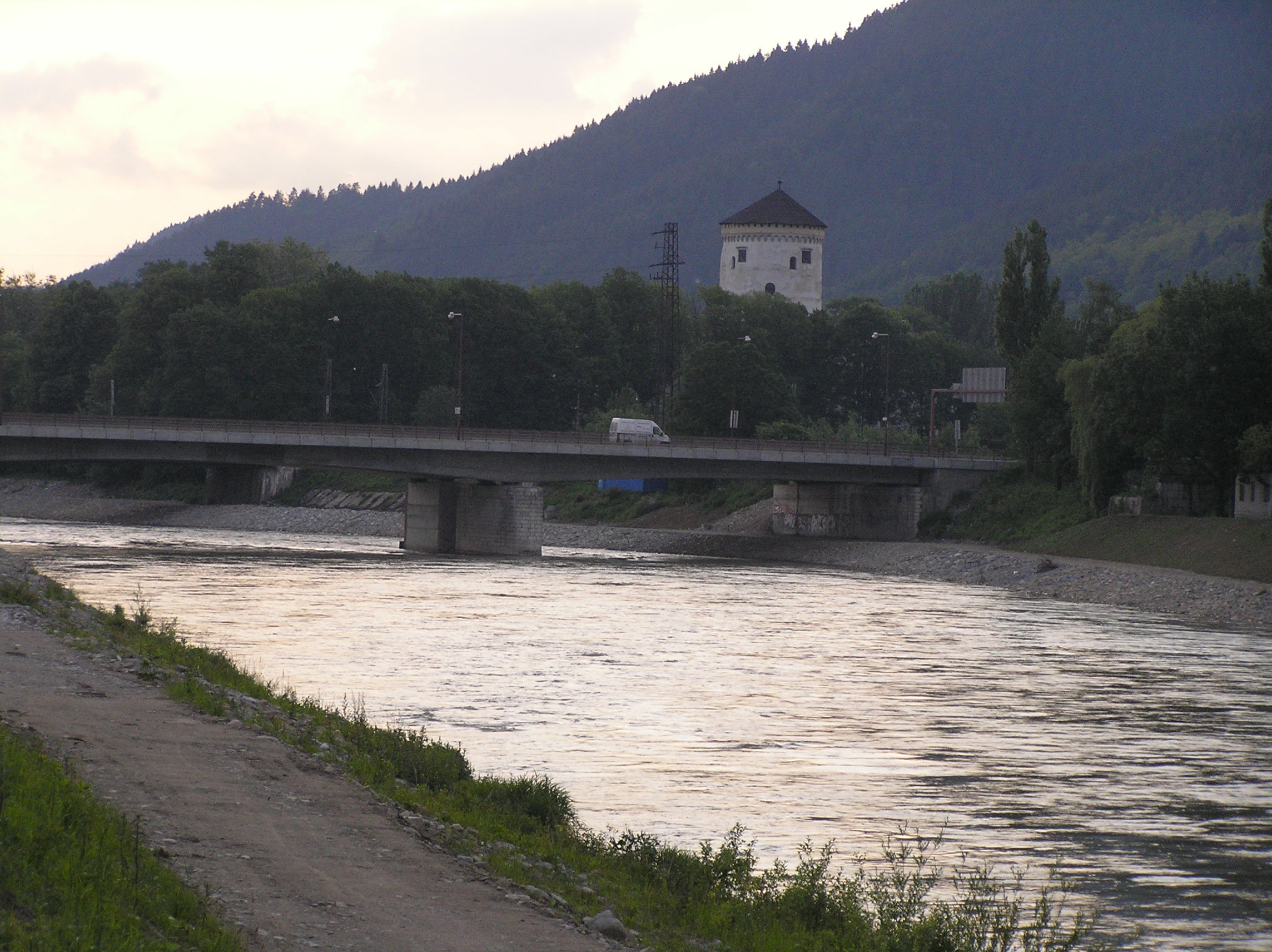
Most přes Váh a Budatínský zámek
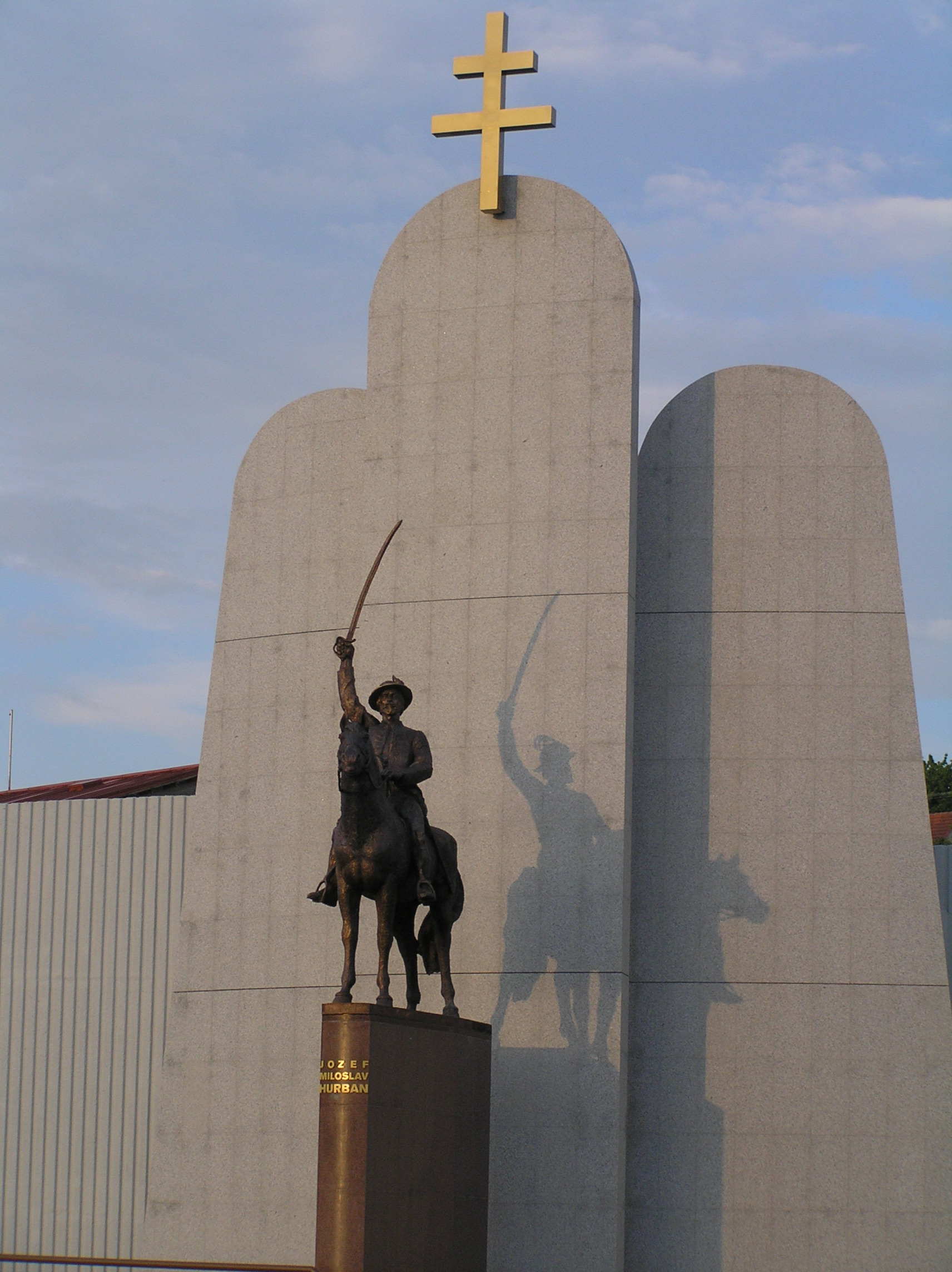
Pamätník J. M. Hurbanovi a slovenským dobrovolníkům 1848/1849
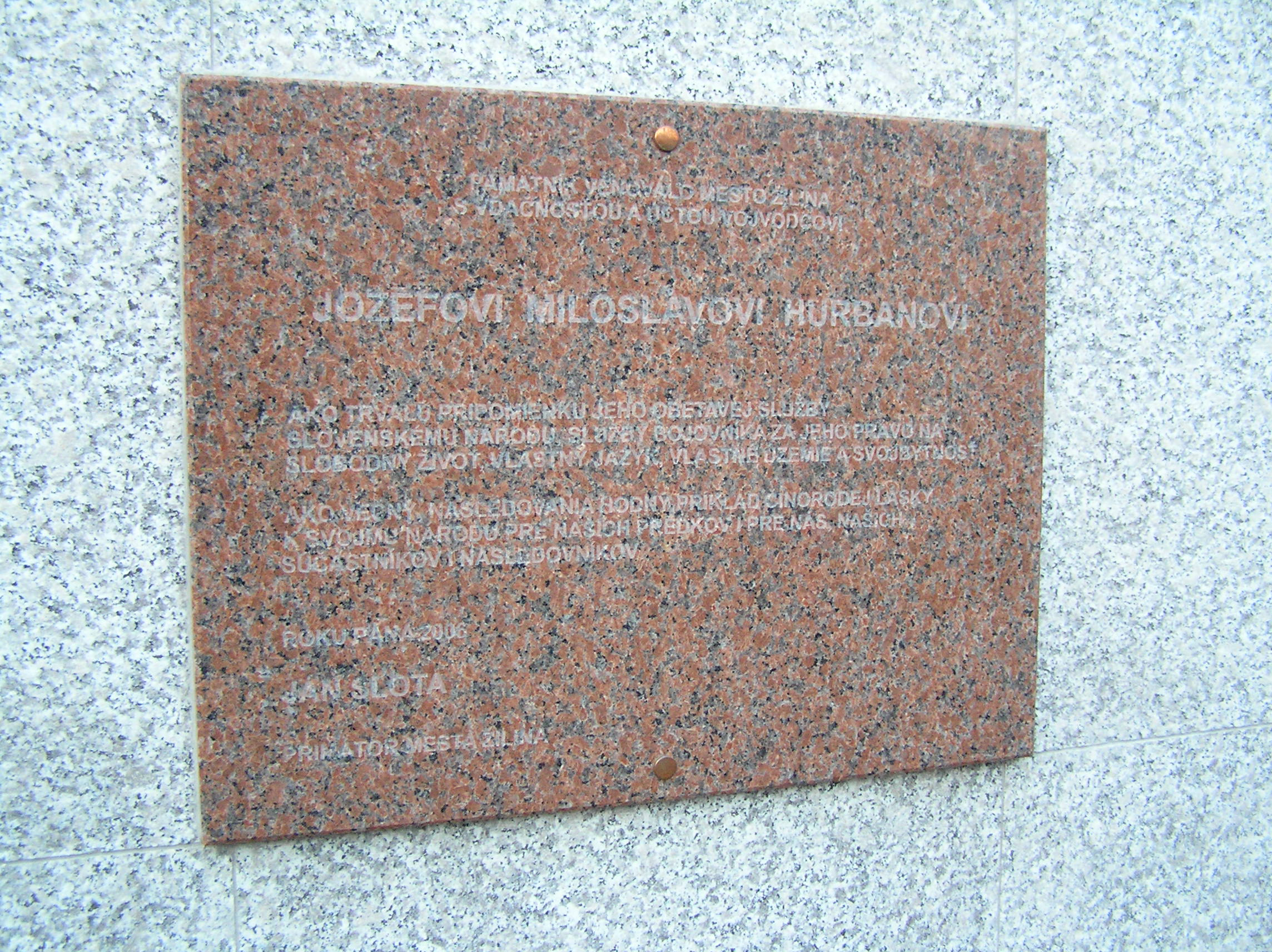
Pamätník J. M. Hurbanovi a slovenským dobrovolníkům, pamětní deska
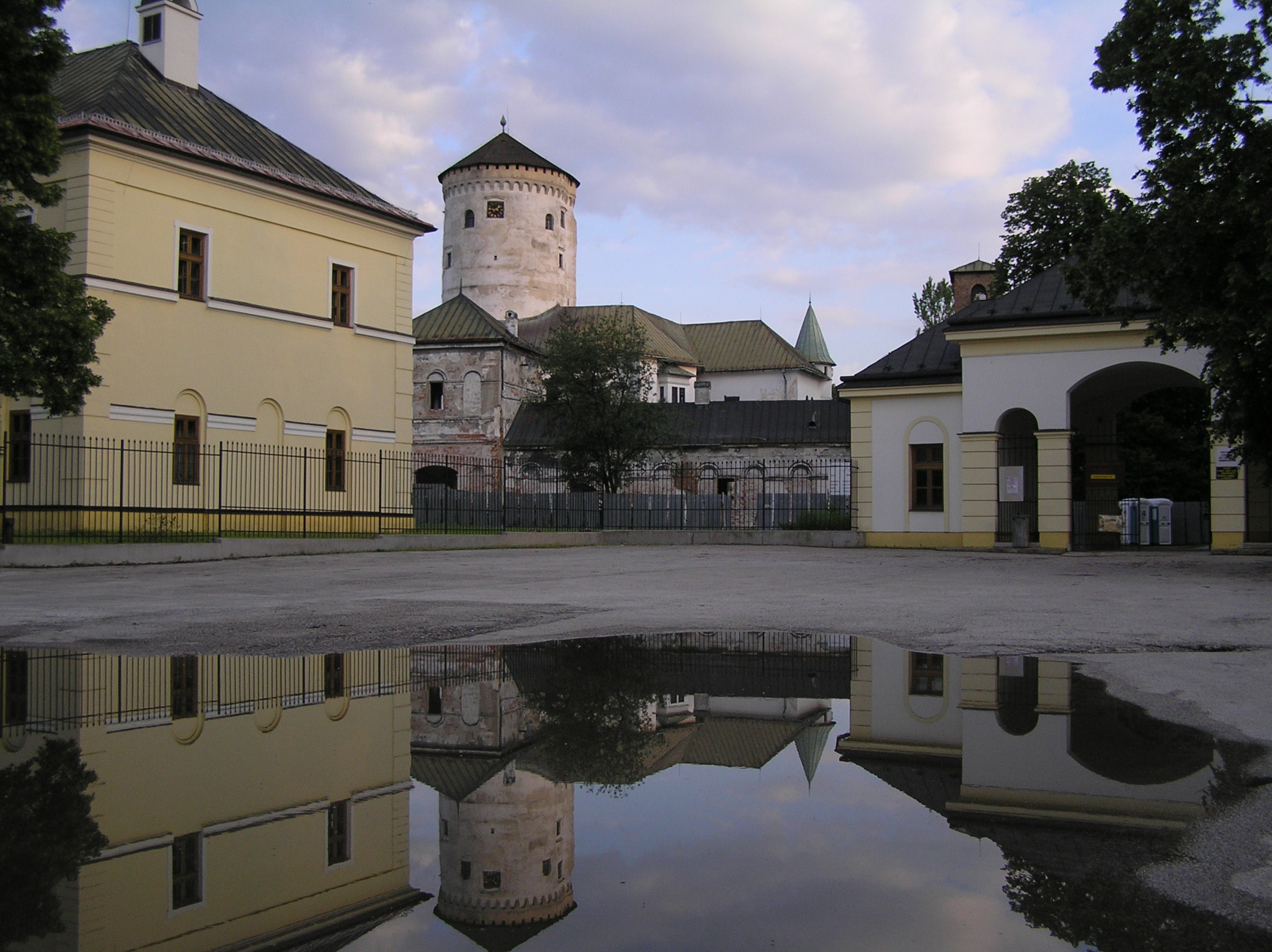
Areál Budatínského zámku
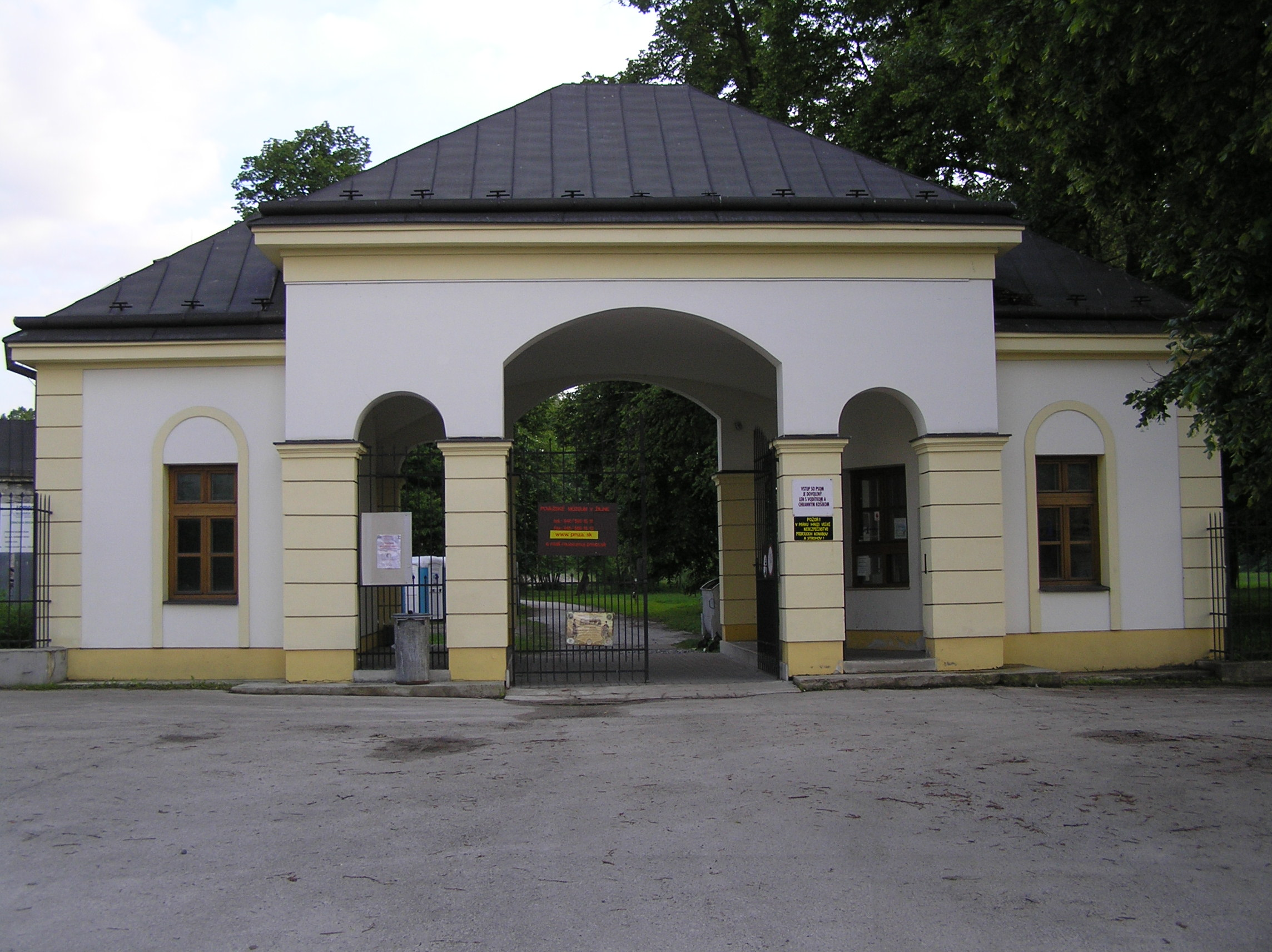
Vstupní brána do Budatínského zámku
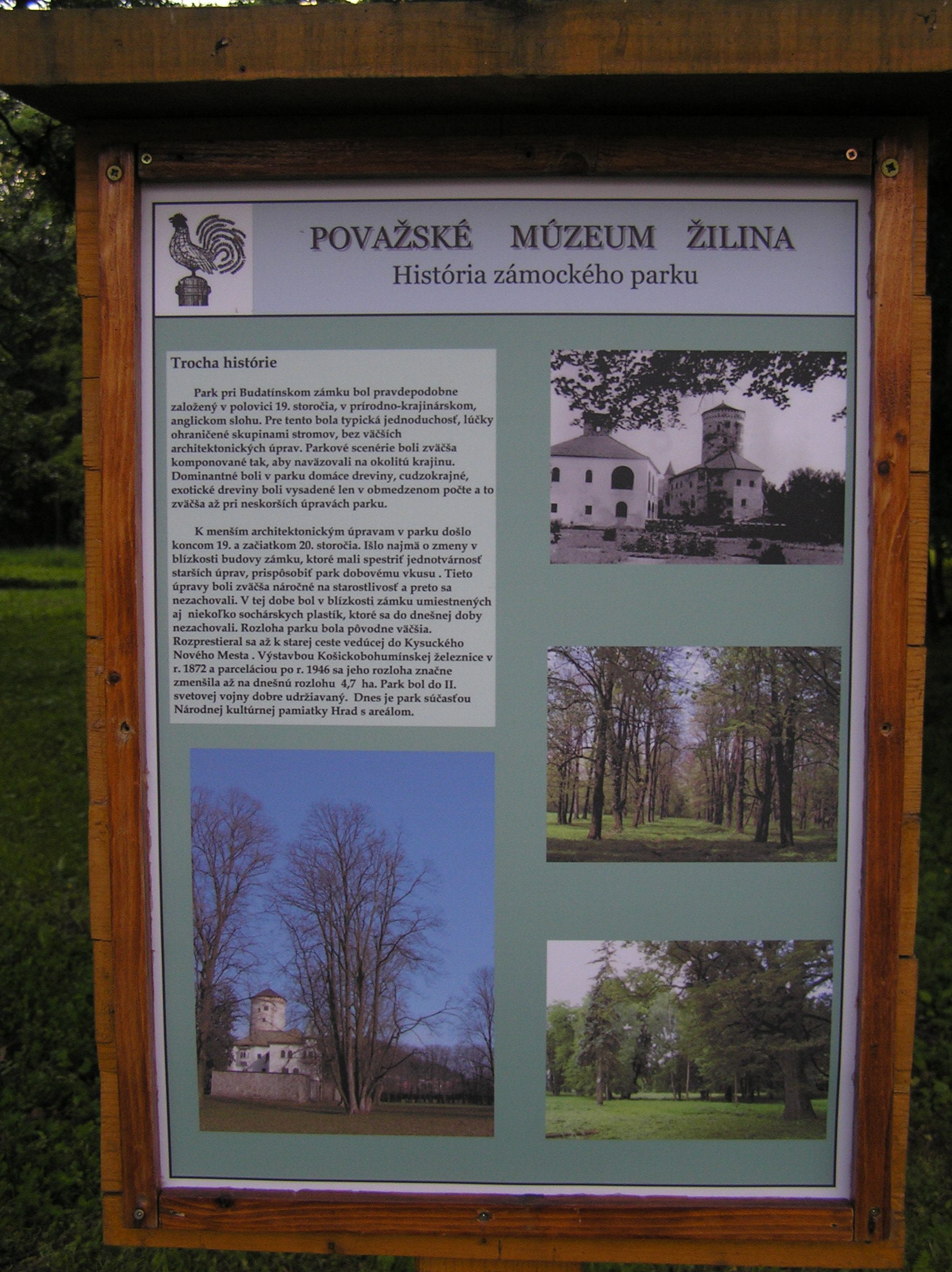
Areál zámecké zahrady spravuje Povážské muzeum
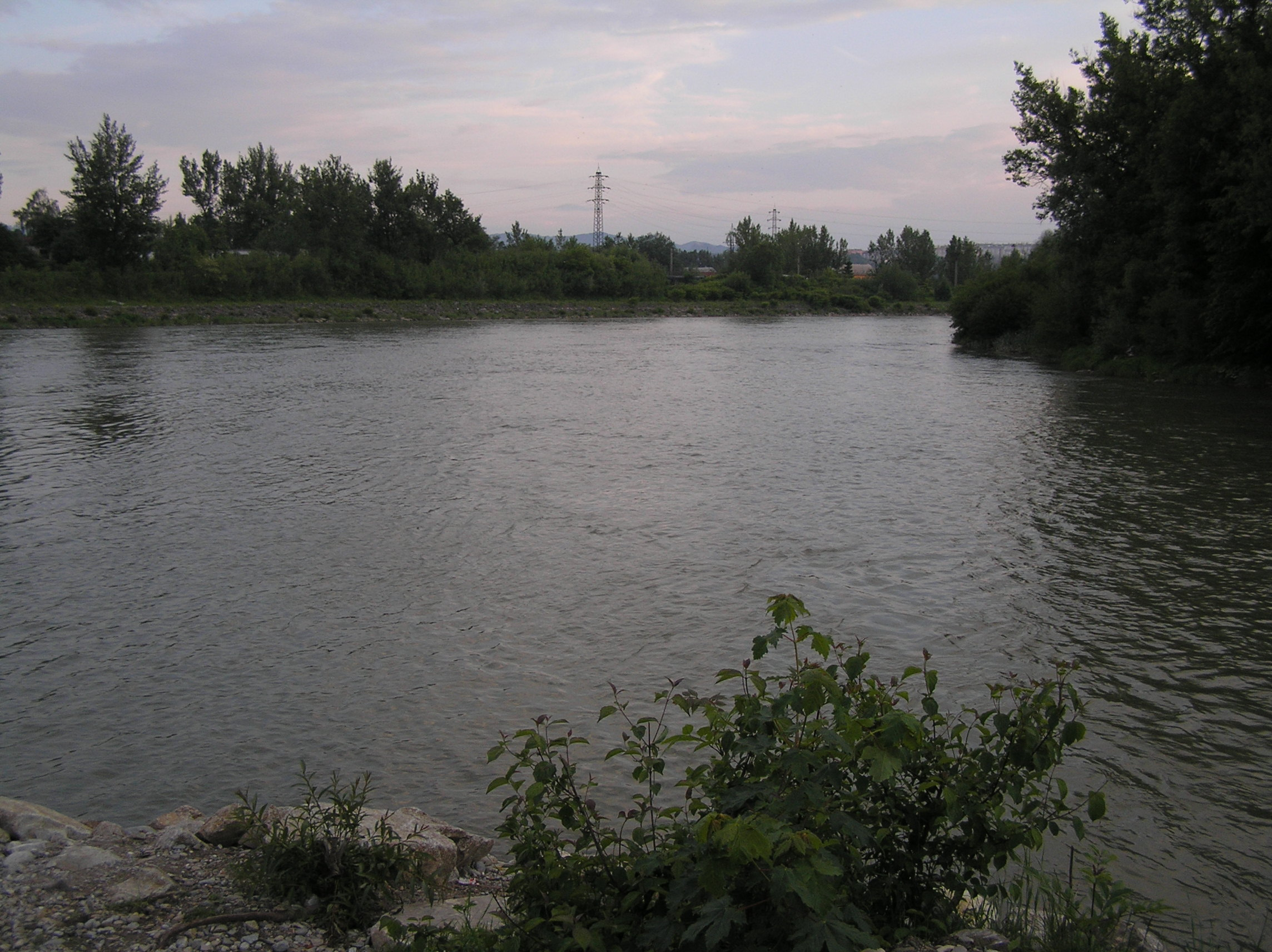
Soutok řek Váh a Kysuca